# Julie Bour
Répertoire
Annonciation
Julie Bour, née en 1976, est une danseuse et chorégraphe française de danse contemporaine.

## Biographie
Julie Bour est formée au Conservatoire national supérieur de musique et de danse de Paris dont elle est lauréate en danse contemporaine en 1994. Durant cette période, elle a notamment travaillé avec Maguy Marin, Dominique Bagouet et Jennifer Muller.
Elle intègre, en 1994 toute suite après le conservatoire, le Ballet Preljocaj alors à Châteauvallon. Au sein de cette compagnie, elle danse notamment dans Paysage après la bataille, L'Anoure et surtout l'Annonciation en 1995, qui lui vaut en 1997, avec Claudia De Smet (qui tient le rôle de l'archange Gabriel), un Bessie Award à New York pour leur interprétation de la pièce au Joyce Theater.
En 2001, Julie Bour quitte la compagnie Preljocaj et danse dans la compagnie Cave Canem de Philippe Combes durant une année, puis collabore avec Inbal Pinto l'année suivante basé en Israël,. Elle décide alors partir aux États-Unis où elle danse pour Julie Taymor dans son opéra Grendel, puis s'installe en 2006 à New York où elle est cofondatrice de la compagnie The Flying Mammoth en 2008 pour laquelle elle crée ses propres chorégraphies dont Why Not? en 2010.
Elle donne également des cours de danse dans diverses institutions new-yorkaises en tant que professeure invitée, et assure la direction de répétitions, notamment du répertoire de Preljocaj (en 2010 pour le ballet du Grand Théâtre de Bordeaux) et du Cedar Lake Contemporary Ballet.

## Chorégraphies
- 2009 : Five, Playing in the Distance, Laundry Day, Double-Checked, et Why Not?, Chapter 1
- 2010 : Why Now? Chapter 1, 2 and 3
- 2010 : Inside et Add-Ons
- 2010 : Trois